# Лички кожун
Лички кожун је саставни дио личке народне ношње. Може бити мушки и женски.

## Опис
Лички кожун или кожух израђиван је од бијелих овчијих кожа са вуном, а мање од козјих. Састоји се од предњица и леђа, а понекад и од рукава. Личани кроје, односно шију кожуне од свог доласка на просторе Лике, вјероватно је то условљено географским и климатским поднебљем, гдје су зиме некад трајале више од пола године, као и због чињенице да су Личани одувијек држали доста оваца. Лички кожун се зове лички, јер је по кроју и изгледу специфичан у односу на одјевне предмете од коже и вуне у другим крајевима бивше Југославије и носи се на читавом простору Лике.
Лички кожун се носио скоро преко цијеле године, уз повремено извртање, што је зависило од временских прилика. Кад је вријеме хладно и суво, онда се носи са вуном до тијела, а када пада киша или снијег, онда се кожун изврати и вуна је споља, како би се киша што боље циједила. Кожуни су се по правилу кројили и шивали дужи и без рукава, а рјеђе краћи и са рукавима. За свечане прилике израђиван је свечани кожун, који се украшавао са разним апликацијама, ради бољег уочавања и љепшег изгледа.
На личке кожуне практиковали су се у доњем дијелу предњица нашивати џепови, као и дугмад од чвршће опуте, којима се кожун сапињао. Кратки кожун је сезао до испод струка, а дужи до испод кољена. Ако би се којим случајем израдио кожун од козје мјешине, претежно се израђивао у Буковици гдје је клима умјеренија, онда је длака била окренута споља. За личко поднебље овај кожун је био преслаб.

### Женски кожун
Женски кожун као дио женске личке народне ношње, по свом изгледу, облику и начину израде сличан је личком кожуну из мушке народне ношње. Разлика је само у величини и дужини, мушки кожун је кројен и шивен од већих овчијих и овновских кожа, а женски може и од јагњећих. Одјевни предмет сличан женском кожуну носиле су дјевојке и жене у подвелебитским селима (Радуч, Крушковац, Медак, Почитељ) између два свјетска рата, а звао се шуба. Био је то женски капут до испод појаса израђен споља од финог куповног материјала, са поставом од црних јагњећих кожица.

## Ћурак или шуба
У неким крајевима Лике, од краја 19. вијека па све до Другог свјетског рата, носио се још један одјевни предмет, а који се звао ћурак. Назив потиче из турског језика, што на српском језику значи кожун односно огртач постављен и опшивен крзном. Највише су га носили мушкарци у Оточкој долини и ширем подручју Врховина. Истовјетан одјевни предмет у српским православним селима од Госпића до Грачаца називао се шуба. Ћурак се састојао од леђа, предњица и рукава. То је у ствари кратки капут, израђиван од платна и јагњеће коже са крзном. Спољашња страна била је од платна тамноплаве, црне и смеђе боје, а са унутрашње стране постављен од јагњеће коже са крзном, претежно црне боје. На рубном дијелу предњице пришивена су дугмад или пуца. Рубни дијелови предњица (ивице) и око врата, опшивени су крзном.